# بيفرلي كلاس
بيفرلي كلاس (بالإنجليزية: Beverly Klass)‏ هي لاعبة غولف أمريكية، ولدت في 8 نوفمبر 1956.

## وصلات خارجية
- بيفرلي كلاس على موقع رابطة لاعبات الغولف المحترفات (الإنجليزية)